# Koninkrijk Singhasari
Singhasari was een koninkrijk op Oost-Java. De bloei van het rijk wordt gesitueerd tussen 1222 en 1292. Het koninkrijk was als dominante politieke en militaire macht op oostelijk Java de opvolger van het koninkrijk Kediri. 

## Geschiedenis
Het koninkrijk Singhasari (ook: Singosari) werd gesticht door Ken Arok (ook: Ken Angrok) (1182-1227/1247). Deze vorst is nog steeds een geliefde figuur in Javaanse sprookjes en kinderverhalen. De belangrijkste bron voor gegevens over Ken Arok is de kroniek Pararaton, die in de 16e eeuw in Bali tot stand kwam. Daarin zijn naast historisch materiaal ook mythen opgetekend. Ken Arok was een vaderloos kind dat door Ken Endok ter wereld werd gebracht. In de mythe is de hindoegod Brahma zijn vader. Ken Arok was een dienaar van Tunggul Ametung, een regionaal heerser in Tumapel, het huidige Malang, en wist zich op te werken tot heerser van Java. Eerst vermoordde hij Tunggul Ametung om daarna ook de koning van het ooit zo machtige koninkrijk Kediri te verslaan. Het rijk Kediri is overigens ook bekend onder de naam van zijn hoofdstad, Daha.
In Singhasari werden naast elkaar vier religies beleden; kejawen, hindoeisme, boeddhisme en animisme. De voertaal was een vorm van Javaans, dikwijls Oud-Javaans. Officieel werd ook Sanskriet gebruikt. Deze koningen lieten gouden en zilveren munten slaan.

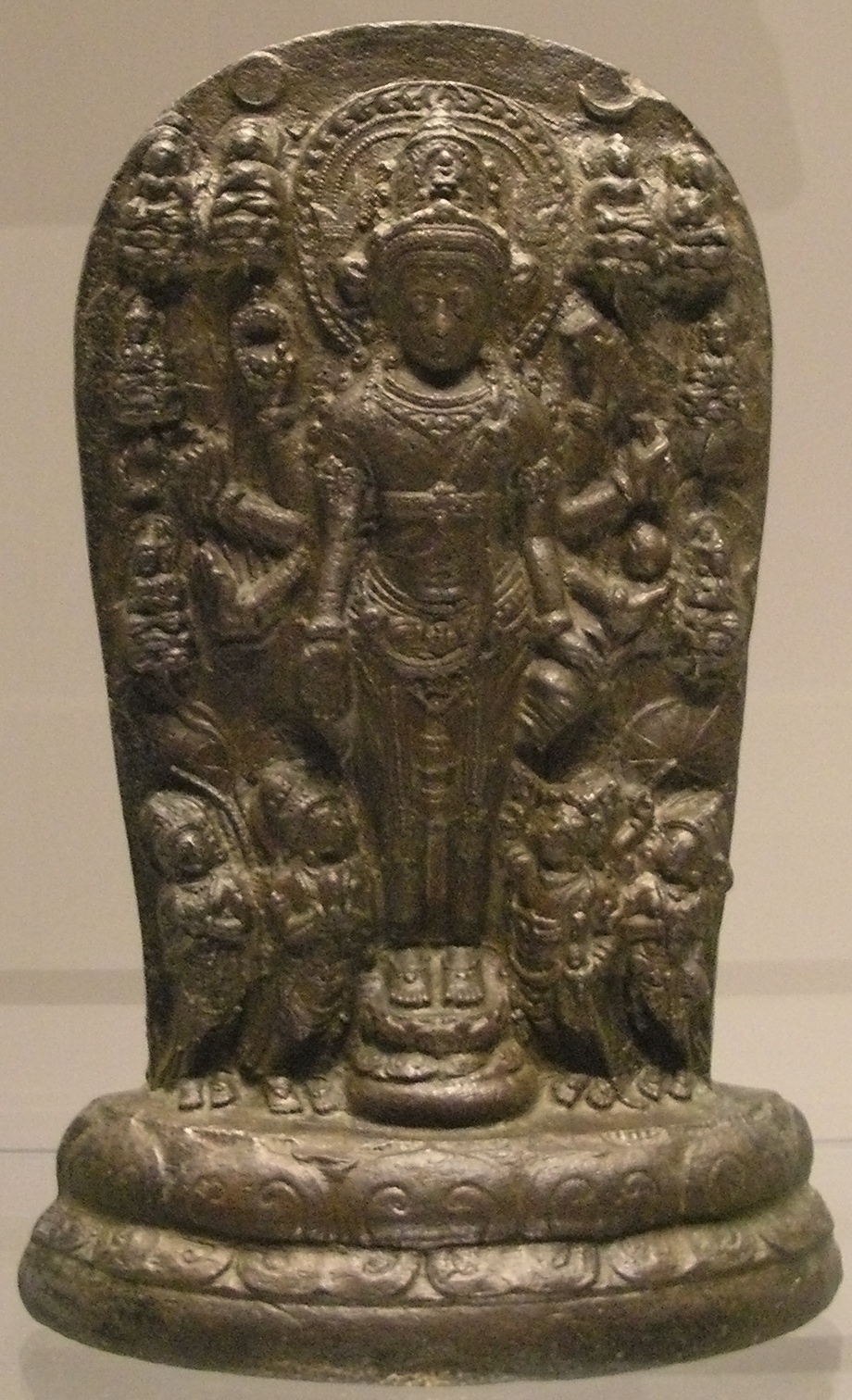
Een mandala van Amoghapāśa uit de Singhasari-periode.

De door Ken Arok gestichte dynastie wordt de Rajasa-dynastie genoemd, omdat Ken Arok bij zijn troonsbestijging de naam Rajasa had aangenomen. Deze reeks vorsten regeerde in de eeuwen daarna over Singhasari en Majapahit. Na de dood van Ken Arok regeerden zijn zonen Anusapati en Panji Tohjaya. De hoofdstad Tumapel kreeg de naam Kutaraja.
In het jaar 1275 organiseerde de ambitieuze koning Kertanegara, de vijfde heerser van Singhasari, een vreedzame marine-campagne naar het noorden om daar de zwakke resten van Shrivijaya te beschermen. Dat rijk was door voortdurende overvallen van Ceylonese piraten en een invasie vanuit India sterk verzwakt. Al in 1025 veroverden de Indiërs Shrivijaya's vazal-koninkrijk Kedah. Maar de sterkste van deze Maleise koninkrijken was Malayu in het tegenwoordige Jambi. Daarna kwamen het koninkrijk Dharmasraya en het koninkrijk Tumasek op het eiland Singapore.
Kertanagara's Pamalayu-expeditie werd geleid door admiraal Mahesa Anabrang (alias: Adwaya Brahman) en was bedoeld om de Straat van Malakka weer veilig te maken voor de handel. Daarbij kwam dat de Javanen ook sterker wilden staan tegenover potentiële Mongoolse invasies. De Mongolen waren uiterst agressief en hadden al een mislukte aanval op Japan uitgevoerd. De Maleise koninkrijken beloofden trouw aan koning Kertanegara. De vorst had Shrivijaya al lange tijd willen overtreffen als regionaal maritiem imperium en de handelsroutes van China naar India willen beheersen. Men noemde de Straat van Malakka wel de "maritieme zijde-route" vanwege de commerciële belangen die in het geding waren.
De Pamalayu-expeditie duurde van 1275 tot 1292. Ondertussen organiseerde koning Kertanegara in 1284 een vijandige Pabali-expeditie naar Bali, waarbij Bali in het rijk van Singhasari werd opgenomen. Verder zond de koning troepen, expedities en afgezanten naar andere nabijgelegen koninkrijken, zoals het Sunda-Galuh koninkrijk Pahang, het koninkrijk Balakana, het koninkrijk Kalimantan en het koninkrijk Gurun in Maleisië. Bovendien ging hij een alliantie aan met de koning van Champa, een rijk gelegen in het gebied dat later Vietnam werd.

## Het conflict met de Mongolen
Indonesië is een van de weinige gebieden in Azië waar de invasie door de Mongoolse horde in 1293 werd gedwarsboomd. De toenemende macht, invloed en rijkdom van het imperium van de Javaanse Singhasari trokken de onwelkome aandacht van de Mongoolse vorst Kublai Khan, die niet alleen China maar ook een ander groot deel van Azië had veroverd. Bovendien had Singhasari een bondgenootschap gevormd met Champa. Zowel Java (Singhasari) als Champa waren bezorgd over de Mongoolse expansie en samen organiseerden ze aanvallen tegen buurlanden, zoals een inval in het koninkrijk Bagan in het huidige Birma.
Kublai Khan stuurde afgezanten met zware eisen naar Singhasari's hoofdstad Kutaraja en eiste feodaal eerbetoon van Java. In 1280 zond Kublai Khan de eerste afgezant naar koning Kertanegara. De Mongoolse eis werd afgewezen. Het volgende jaar stuurde de Khan opnieuw een gezant met dezelfde eisen, die wederom werden afgewezen. Acht jaar later, in 1289, werd voor het laatst een gezant gestuurd met opnieuw dezelfde eis, maar Kertanegara bleef weigeren hulde aan de Grote Khan te brengen.
In de troonzaal van de Singhasari liet koning Kertanegara de Khan vernederen door sneden in de vorm van het Chinese karakter "nee" in het gezicht van de ongelukkige gezant Meng Ki te kerven. Sommige bronnen beweren zelfs dat de koning een oor van de gezant afsneed. De laatste keerde terug naar China met het onuitwisbare antwoord van de Javaanse koning op het gezicht geschreven.
Woedend door deze vernedering en het geweld dat tegen zijn gezant was gepleegd, zond Kublai Khan aan het eind van het jaar 1292 een strafexpeditie, bestaande uit een armada van 1000 jonken, richting Java. Koning Kertanegara, wiens troepen verspreid over zijn gebieden waren gelegerd, wist niet dat er aan zijn hof een staatsgreep werd voorbereid door de edelen uit het voormalige regerende koninklijke huis der Kediri.

## De val van Singhasari

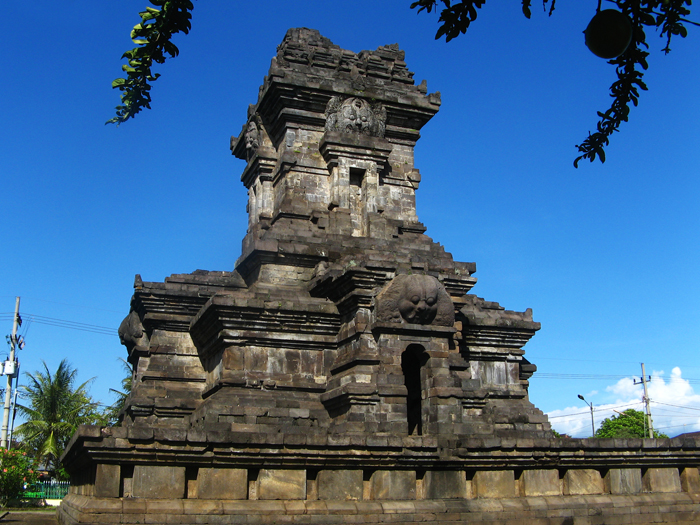
Singhasari tempel gebouwd als een dodentempel voor Kartanegara, de laatste koning van Singhasari.

Ondertussen had  in 1292 een vazal van Kertanagara, Raden Jayakatwang van Kediri, zijn leger bevolen om Kutaraja, de hoofdstad van Singhasari, te veroveren en de koning indien mogelijk te vermoorden. Hij werd bijgestaan door Arya Wiraraja, de regent van Sumenep op het eiland Madura.
Kutaraja werd gelijktijdig uit het noorden en het zuiden aangevallen. De koning reageerde eerst op de invasie vanuit het noorden en stuurde zijn schoonzoon, Nararya Sanggramawijaya, beroemd geworden als Raden Wijaya, naar het noorden om de opstand te bedwingen. De noordelijke aanval werd op afstand gehouden. Ondertussen bleef de zuidelijke aanval onopgemerkt, totdat ze de hoofdstad had bereikt. Kertanagara werd tijdens het gebed gedood en daarmee kwam een einde aan het koninkrijk van Singhasari.
Nadat Raden Wijaya van de val van Kutaraja als gevolg van de aanval van het leger van Kediri gehoord had, deed hij zijn best Singhasari te verdedigen, maar dat mislukte. Hij en drie andere prinsen (Ranggalawe, Sora en Nambi, een zoon van Arya Wiraraja) gingen met toestemming van regent Arya Wiraraja van Madura in ballingschap. Raden Wijaya deed alsof hij zich aan Jayakatwang, de nieuwe koning in Kediri, wenste te onderwerpen en wist zelfs een gunst te verwerven. Want de nieuwe koning gaf hem toestemming om een nieuwe nederzetting te bouwen ten noorden van de berg Arjuna, in het zogeheten Tarikbos. In deze wildernis vond Wijaya vele bittere slijmappels, in het Javaans maja genoemd, daarom werd de plaats Majapahit (letterlijk 'bittere slijmappel') genoemd: de toekomstige hoofdstad van het koninkrijk Majapahit gelegen op de plek van het huidige Trowulan.

## Het begin van het Majapahit-rijk
Ondertussen was begin 1293 de Mongoolse invasie van Java begonnen. Eenmaal aangekomen op de noordkust van Java (in de buurt van Tuban) en bij de monding van de rivier de Brantas vatten zij het plan op de hoofdstad van Singhasari te veroveren. Dat die stad reeds verwoest was nog niet tot de Mongolen doorgedrongen. Raden Wijaya nam de gelegenheid te baat om de niets vermoedende Mongolen tegen Jayakatwang op te hitsen. Vervolgens sloot Raden Wijaya een alliantie met de Mongolen en in maart 1293 vochten de Mongoolse troepen aan de Kali Mas-rivier tegen de strijdkrachten van Daha. Uiteindelijk bestormden de Mongolen de hoofdstad van Daha. Jayakatwang werd gedwongen zich over te geven en vluchtte weg.
Zodra Jayakatwang was verslagen, besloot Raden Wijaya tot een verrassingsaanval op de Mongoolse colonnes. Dit verraad bracht de Mongolen in grote verwarring en leidde ertoe dat de voormalige Mongoolse bondgenoten zich gedwongen zagen om zich van het eiland Java terug te trekken. Hun ooit zo machtige leger raakte in paniek, omdat het niemand meer kon vertrouwen en maakte vertwijfeld gebruik van de laatste moesson om op een noordelijke zeewind naar het vasteland van Azië uit te wijken; liever deze vlucht, dan nog eens zes maanden op een vijandig eiland de volgende zeewind te moeten afwachten. Raden Wijaya, die het succes van de Mongolen voor zijn eigen doeleinden had weten aan te wenden, reed op 31 mei 1293 terug naar zijn kraton. Zo besteeg de schoonzoon van de laatste koning van Singhasari, Kertanegara, op 12 november 1293 de troon als eerste koning van het grote Majapahit-rijk, onder de naam Kertarajasa Jayawardhana.

## De vijf vorsten van Singhasari

Genealogie van de dynastie der Rajasa, de koninklijke familie van Singhasari en Majapahit

- Ken Arok 1222 - 1227
- Anusapati 1227 - 1248
- Panji Tohjaya 1248
- Wishnuwardhana 1248 - 1268
- Kartanegara 1268 - 1292